# 八重山郡

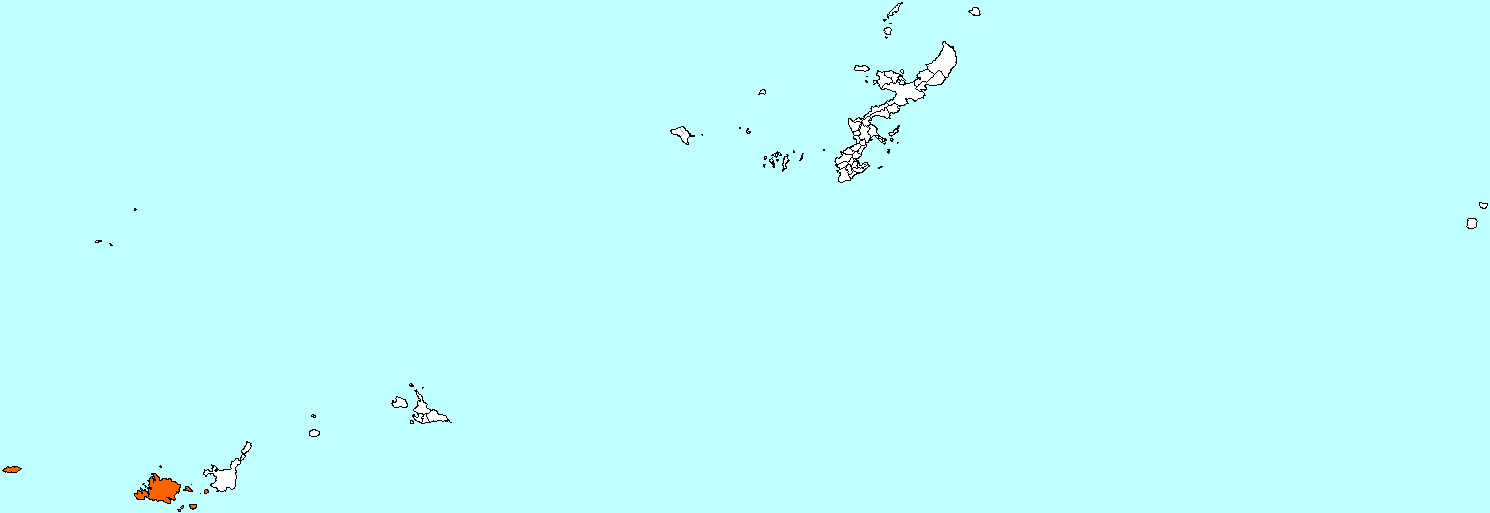
沖縄県八重山郡の範囲

八重山郡（やえやまぐん）は沖縄県の郡。
人口5,504人、面積363.3km²、人口密度15.2人/km²。（2025年2月1日、推計人口）
以下の2町を含む。
- 竹富町（たけとみちょう）
- 与那国町（よなぐにちょう）

## 郡域
1896年（明治29年） に行政区画として発足した当時の郡域は、上記2町7村に石垣市を加えた区域にあたる。

## 沿革
- 明治29年（1896年）4月1日 - 「沖縄県ノ郡編制ニ関スル件」（明治29年勅令第13号）の施行により、八重山列島の石垣間切、大浜間切、宮良間切および与那国島をもって行政区画としての八重山郡が発足。郡役所を大浜間切に設置。（3間切1島）
- 明治41年（1908年）4月1日 - 島嶼町村制施行により、全域をもって八重山村が発足。（1村）
- 大正3年（1914年）4月1日 - 八重山村が下記の4村に分村。（4村）
  - 石垣村 ← 石垣、新川、名蔵、崎枝、川平、桴海、大川、登野城
  - 大浜村 ← 平久保、伊原間、野底、桃里、白保、盛山、宮良、大浜、真栄里、平得
  - 竹富村 ← 竹富、黒島、新城、波照間、小浜、鳩間、西表、上原、崎山、南風見、仲間、古見、高那
  - 与那国村 ← 与那国
- 大正15年（1926年）12月1日 - 石垣村が町制施行して石垣町となる。（1町3村）
- 昭和20年（1945年）4月1日以降 - 米国海軍軍政府布告1号により米軍占領地域で順次日本政府の統治から切り離されアメリカの統治下になる。
- 昭和21年（1946年）
  - 1月 - 連合国軍最高司令官総司令部覚書により連合国よりアメリカ軍政へ移管される。
- 昭和22年（1947年）
  - 7月10日 - 石垣町が市制施行して石垣市となり、郡より離脱。（3村）
  - 9月1日 - 大浜村が町制施行して大浜町となる。（1町2村）
- 昭和23年（1948年）
  - 7月1日 - 竹富村が町制施行して竹富町となる。（2町1村）
  - 12月1日　与那国村が町制施行して与那国町となる。（3町）
- 昭和39年（1964年）6月1日 - 大浜町が石垣市に編入。（2町）
- 昭和47年（1972年）5月15日 - 全域が日本に復帰する（沖縄返還）。「沖縄の復帰に伴う特別措置に関する法律」第3条により「従前の沖縄県は、当然に、地方自治法に定める県として存続するものとする。」と規定され、地方自治法が適用される。

## 行政
特記なき場合『八重山 近・現代史 略年表』による。
八重山島役所長
| 代 | 氏名       | 就任年月日             | 退任年月日 | 備考                       |
| -- | ---------- | ---------------------- | ---------- | -------------------------- |
| 1  | 渡辺簡     | 明治12年（1879年）10月 |            | 那覇警察署八重山島分署在番 |
| 2  | 岡本浅雄   | 明治13年（1880年）7月  |            |                            |
| 3  | 内藤寛輔   | 明治14年（1881年）9月  |            |                            |
| 4  | 松枝太一   | 明治16年（1883年）7月  |            |                            |
| 5  | 西常央     | 明治18年（1885年）5月  |            |                            |
| 6  | 伊王野義介 | 明治23年（1890年）7月  |            |                            |
| 7  | 太田祥介   | 明治25年（1892年）1月  |            |                            |
| 8  | 野村道安   | 明治28年（1895年）5月  |            |                            |

島司
| 代 | 氏名       | 就任年月日            | 退任年月日                | 備考                   |
| -- | ---------- | --------------------- | ------------------------- | ---------------------- |
| 1  | 野村道安   | 明治29年（1896年）4月 |                           |                        |
| 2  | 黒川作助   | 明治36年（1903年）9月 |                           |                        |
| 3  | 中馬孝吉   | 明治39年（1906年）2月 |                           |                        |
| 4  | 安東重起   | 大正2年（1913年）11月 |                           |                        |
| 5  | 和田竹四郎 | 大正6年（1917年）8月  |                           |                        |
| 6  | 瀬戸秀兄   | 大正9年（1920年）12月 |                           |                        |
| 7  | 鍵山寅寿   | 大正12年（1923年）4月 |                           |                        |
| 8  | 関卯次郎   | 大正13年（1924年）3月 | 大正15年（1926年）6月30日 | 郡役所廃止により、廃官 |

## 備考
県議会議員選挙は石垣市区として石垣市と合わせた選挙区となっている。